# Poza del Tigre
Poza del Tigre är en ort i Mexiko.   Den ligger i kommunen Misantla och delstaten Veracruz, i den sydöstra delen av landet, 240 km öster om huvudstaden Mexico City. Poza del Tigre ligger 80 meter över havet och antalet invånare är 151.
Terrängen runt Poza del Tigre är kuperad åt sydost, men åt nordväst är den platt. Runt Poza del Tigre är det ganska tätbefolkat, med 134 invånare per kvadratkilometer. Närmaste större samhälle är Martínez de la Torre, 17,2 km väster om Poza del Tigre. Omgivningarna runt Poza del Tigre är en mosaik av jordbruksmark och naturlig växtlighet.